# 크리스티나 마르코스
크리스티나 마르코스(Cristina Marcos, 1963년 12월 29일 ~ )는 스페인의 배우이다.

## 출연 작품
- 페이퍼 버드 (2010)
- 아일랜드 인사이드 (2009)
- 산타렐라 패밀리 (2008)
- 디오스 (2001)
- 남자들은 다 똑같애 (1994)
- 붉은 다람쥐 (1993)
- 하이 힐 (1991)